# Черезоле Алба
Черезоле Алба је насеље у Италији у округу Кунео, региону Пијемонт.
Према процени из 2011. у насељу је живело 1321 становника. Насеље се налази на надморској висини од 304 м.

## Становништво
Према резултатима пописа становништва 2011. у општини је живело 2.115 становника.
| 1951. | 1961. | 1971. | 1981. | 1991. | 2001. | 2011. |
| ----- | ----- | ----- | ----- | ----- | ----- | ----- |
| 1.697 | 1.577 | 1.711 | 1.845 | 1.940 | 2.089 | 2.115 |